# Sedna (bogini)
Sedna – inuicka bogini morza, walcząca z duchami fok, mająca w ten sposób ułatwiać myśliwym polowania.

## Sedna i jej pierwsze małżeństwo
Sedna, wyobrażana przez mieszkańców arktycznych obszarów Ameryki Północnej jako jednooki potwór, w młodości była dziewczyną o niezwykłej urodzie. Wdzięk i powab Sedny przyciągały wielu kandydatów do jej ręki, żaden z nich nie wydawał się jednak dziewczynie interesujący. Mijały lata i w końcu Sedna wyszła za mąż za zwykłego polarnego psa – zamieszkała z nim na wyspie, tam też rodziła dzieci, jednak wśród jej potomstwa były także szczenięta. Nie potrafił zaakceptować tego ojciec Sedny – Agnut. Rozzłoszczony, zabił psa. Sedna, nie mogąc wyżywić dzieci, wyprawiła je w świat. Swoje szczenięta wysłała za morze (tam – wedle wierzeń Eskimosów – stały się one przodkami Europejczyków, a ludzkie dzieci – w głąb lądu (to od nich wywodzi się lud Eskimosów).

## Sedna i jej drugie małżeństwo
Sedna wróciła do domu ojca z nadzieją na kolejne, bardziej udane małżeństwo. Gdy pewnego dnia przybył do domu Agnuta król mew pod ludzką postacią, Sedna straciła dla niego głowę. Mamiona pięknymi słowami o świetlanej przyszłości, uwierzyła mężczyźnie i – nie pytając ojca o zdanie – wyruszyła w daleką podróż do nowego domu. Po przybyciu do celu okazało się, że kochanek Sednę oszukał. Zrozpaczona dziewczyna oczekiwała od tej pory na pomoc ojca. Po roku Agnut wyruszył na poszukiwanie córki. Dziewczyna była ojcu niezmiernie wdzięczna za wybawienie od oszusta, Agnut zaś – dowiedziawszy się, jak podstępnie jego córka została oszukana – zabił króla mew.

## Oszpecenie Sedny
Podczas drogi powrotnej Agnut i Sedny do domu, mewy – szukające zemsty za zamordowanie ich króla – wszelkimi sposobami starały się wywrócić łódź. W rozszalałej burzy Agnut, chcąc odciążyć łódź, postanowił wyrzucić córkę do morza. Gdy ta złapała się kurczowo palcami burty, Agnut odciął jej palce. Wpadające do morza szczątki ciała dziewczyny zamieniły się w wieloryby, morsy, foki, które odtąd są we władaniu Sedny. 

## Zemsta na ojcu
Dziewczyna, poraniona i oszpecona (w walce z ojcem straciła nie tylko palce, ale i oko), obiecała sobie, że zemści się na Agnucie. Pewnej nocy napuściła na śpiącego ojca swoje psy, a te odgryzły mu wszystkie kończyny. W szczelinie, która rozwarła się pod namiotem, przepadli wszyscy: Agnut, Sedna i jej psy.
Żyją odtąd w podziemnej krainie – Advilun, każde z nich zajmując połowę pałacu. Sedna opiekuje się morskimi stworzeniami, a więc pośrednio decyduje o żywiących się nimi Eskimosach, Agnut zaś przyjmuje w swojej siedzibie wszystkich zmarłych (po roku wypuszcza tych, którzy toczyli życie prawe, zatrzymuje jednak wszystkich morderców).

## Upamiętnienie
Na cześć Sedny jednej z planetoid transnepunowych, odkrytej w 2003 r. astronomowie nadali nazwę (90377) Sedna